# Zeus (Disney)
Pour les articles homonymes, voir Zeus.
Zeus est un personnage de fiction qui est apparu pour la première fois dans le long métrage d'animation Hercule. Il est inspiré du personnage homonyme de la mythologie grecque.

## Description
Dans la mythologie grecque, Zeus le roi de la Mont Olympe, il est connu pour sa colère et sa sévérité. Le film de Disney a modifié la nature de celui-ci. Zeus est le roi du Mont Olympe. Il est le père de Hercule et l'entre dans une relation amicale envers son fils. Zeus se montre très calme, doux, indulgent, gai, organisé, loyal et bienveillant envers sa femme et sa famille, il possède une forte facilité pour vivre et il adore se moquer de son frère Hadès.

## Interprètes
- Voix originale : Rip Torn
- Voix allemande : Wolfgang Dehler
- Voix espagnole d'Espagne : Claudio Rodríguez
- Voix française : Benoît Allemane
- Voix italienne : Gianni Musy
- Voix québécoise : Marcel Sabourin
- Voix latino-américaine : Guillermo Romano
- Voix japonaise : Genzō Wakayama

## Phrases cultes
Quand il se moque d'Hadès: "Prend le temps de vivre, tu vas te tuer au travail... ha! Te tuer au travail.... je suis mort de rire!"

## Anecdote
- Bien que sa personnalité est très différente de celle dans la mythologie grecque, Zeus est considéré comme l'un des gentil les plus calme de l'histoire de Disney, en raison de sa nature gai.